# Philodromus borana
Philodromus borana är en spindelart som beskrevs av Lodovico di Caporiacco 1939. Philodromus borana ingår i släktet Philodromus och familjen snabblöparspindlar.
Artens utbredningsområde är Etiopien. Inga underarter finns listade i Catalogue of Life.